# Octobre 1900

## Événements
- 2 octobre: Mariage du prince Albert de Belgique et Elisabeth de Bavière, à Munich.
- 3 octobre: 
  - Première à Birmingham de The Dream of Gerontius, oratorio composé par Edward Elgar sur un texte adapté du poème du cardinal John Henry Newman.
  - Simon-Napoléon Parent devient premier ministre du Québec, remplaçant Félix-Gabriel Marchand. Mise en place de son gouvernement.
- 4 octobre: Première à Lemberg de l'opéra de Vladislav Zelenski, «Janek».
- 5 octobre: Le Congrès pour la paix à Paris condamne la politique britannique au Transvaal et réaffirme le droit des peuples à disposer d'eux-mêmes.
- 14 octobre: A Vienne, Sigmund Freud commence la psychanalyse de Dora.
- 15 octobre : fondation en Belgique du Bureau socialiste international.

- 16 octobre : 
  - signature de l'accord de Yangzi qui clôt la période de troubles en Chine.
  - premier numéro du journal l'Auto.

- 17 octobre : Bernhard von Bülow remplace comme chancelier du Reich allemand le prince Chlodwig de Hohenlohe-Schillingsfürst, démissionnaire. Il s’assure l’appui d’une majorité de droite comprenant tous ceux qu’effraient les menaces sur l’ordre social (fin en 1909).
- 19 octobre: Création à Paris de la »Guerre en dentelles», drame de Georges d'Esparbès.

- 28 octobre:
  - clôture des Jeux Olympiques de Paris. A Vincennes, la France l'emporte au rugby sur les Britanniques 27 à 8.
  - ouverture des bains douches de la rue de la Goutte-d'Or, à Paris.

- 29 octobre : Rodmond Palen Roblin devient premier ministre du Manitoba (jusqu'au 12 mai 1915), remplaçant Hugh John Macdonald.

## Naissances
- 3 octobre: Thomas Wolfe, écrivain américain († 15 septembre 1938)

- 4 octobre : 
  - Robert Shayne, acteur américain († 29 novembre 1992).
  - Joseph Malahieude, architecte français († 1er mars 2009).
- 7 octobre : Heinrich Himmler, homme politique nazi († 23 mai 1945).
- 8 octobre: Zeno Vancea, compositeur roumain († 15 janvier 1990).
- 13 octobre : Jacques Chabannes, producteur de télévision et réalisateur français († 16 juin 1994).
- 14 octobre : Roland Penrose, peintre, photographe et poète anglais († 23 avril 1984).

## Décès
- 7 octobre : Dominguín (Domingo Del Campo y Álvarez), matador espagnol (° 12 juin 1873).